# Erik Karl Henriksen
Erik Karl Henriksen, född den 27 december 1902, död den 30 juni 1974, var en dansk ingenjör.
Henriksen var professor vid Polyteknisk Læreanstalt i Köpenhamn. Han examinerades därifrån 1926, praktiserade och studerade i Storbritannien, Tyskland och Danmark, blev 1932 docent och 1941 professor i mekanisk teknologi. Han utgav bland annat Zerspannung und Eigenspannungen (1937).